# Liga de Honra de 1994–95
A edição de 1994-1995 da Liga de Honra foi a quinta edição deste escalão do futebol português.
Tal como na edição anterior, foi disputada por 18 clubes: 3 despromovidos da Primeira Liga, 3 promovidos da II Divisão, e os restantes que tinham permanecido.
O vencedor foi o Leça. Acompanharam na subida à Primeira Divisão o Campomaiorense e o Felgueiras, que ficaram em segundo e terceiro lugares respectivamente.
Portimonense, Amora e Torreense foram despromovidos para a II Divisão.

## Equipas
Equipas a disputar a edição em relação à edição anterior:
| Despromovidas da Primeira Liga - Estoril Praia - Famalicão - Paços de Ferreira | Mantidos - Académica de Coimbra - Campomaiorense - Desportivo das Aves - Felgueiras - Leça - Nacional da Madeira - Ovarense - Penafiel - Portimonense - Rio Ave - Sp. Espinho - Torreense | Promovidos à 2ª Divisão de Honra - Amora - Feirense - U. Lamas |

## Tabela classificativa
|     | Equipa               | Pts | J  | V  | E  | D  | GM | GS | +/- | Comments                      |
| --- | -------------------- | --- | -- | -- | -- | -- | -- | -- | --- | ----------------------------- |
| 1.  | Leça                 | 46  | 34 | 20 | 6  | 8  | 52 | 29 | +23 | Promovidos à Primeira Divisão |
| 2.  | Campomaiorense       | 46  | 34 | 19 | 8  | 7  | 58 | 27 | +31 | Promovidos à Primeira Divisão |
| 3.  | Felgueiras           | 44  | 34 | 17 | 10 | 7  | 45 | 24 | +21 | Promovidos à Primeira Divisão |
| 4.  | Paços de Ferreira    | 42  | 34 | 17 | 8  | 9  | 45 | 28 | +17 |                               |
| 5.  | Estoril Praia        | 41  | 34 | 16 | 9  | 9  | 39 | 20 | +19 |                               |
| 6.  | U. Lamas             | 36  | 34 | 14 | 8  | 12 | 36 | 43 | -7  |                               |
| 7.  | Académica de Coimbra | 35  | 34 | 13 | 9  | 12 | 41 | 39 | +2  |                               |
| 8.  | Ovarense             | 35  | 34 | 13 | 9  | 12 | 37 | 41 | -4  |                               |
| 9.  | Sp. Espinho          | 33  | 34 | 11 | 11 | 12 | 39 | 39 | 0   |                               |
| 10. | Penafiel             | 32  | 34 | 13 | 6  | 15 | 41 | 46 | -5  |                               |
| 11. | Rio Ave              | 32  | 34 | 12 | 8  | 14 | 47 | 46 | +1  |                               |
| 12. | Famalicão            | 32  | 34 | 13 | 6  | 15 | 32 | 33 | -1  |                               |
| 13. | Nacional da Madeira  | 32  | 34 | 11 | 10 | 13 | 39 | 42 | -3  |                               |
| 14. | Feirense             | 31  | 34 | 11 | 9  | 14 | 45 | 48 | -3  |                               |
| 15. | Desportivo das Aves  | 29  | 34 | 10 | 9  | 15 | 38 | 50 | -12 |                               |
| 16. | Portimonense         | 28  | 34 | 11 | 6  | 17 | 35 | 48 | -13 | Despromoção para a II Divisão |
| 17. | Amora                | 27  | 34 | 7  | 13 | 14 | 30 | 42 | -12 | Despromoção para a II Divisão |
| 18. | Torreense            | 11  | 34 | 3  | 5  | 26 | 18 | 72 | -54 | Despromoção para a II Divisão |

Nota: cada vitória valia 2 pontos
Nota 2: quando dois ou mais clubes têm os mesmos pontos, a classificação é determinada pelos resultados dos jogos entre eles.

## Melhor marcador
Rudez Thiomir, futebolista jugoslavo, foi o melhor marcador, tendo marcado 20 pelo Campomaiorense.

## Treinadores
Alguns dos treinadores das equipas no decorrer da época:
| Equipa            | Treinador        |
| ----------------- | ---------------- |
| Campomaiorense    | Manuel Fernandes |
| Estoril Praia     | Carlos Manuel    |
| Felgueiras        | Jorge Jesus      |
| Paços de Ferreira | José Mota        |
| Penafiel          | Henrique Nunes   |
| Rio Ave           | Jaime Pacheco    |